# Brusowanka
Brusowanka (lit. Brusavanka) – wieś na Litwie, w okręgu uciańskim, w rejonie jezioroskim, w starostwie Turmont.
Dawniej używana nazwa – Brusawanka.

## Historia
W czasach zaborów zaścianek w gminie Smołwy, w powiecie nowoaleksandrowskim, w granicach Imperium Rosyjskiego
W dwudziestoleciu międzywojennym kolonia leżała w Polsce, w województwie nowogródzkim (od 1926 w województwie wileńskim), w powiecie brasławskim, w gminie Smołwy.
Według Powszechnego Spisu Ludności z 1921 roku zamieszkiwało tu 13 osób, 5 były wyznania rzymskokatolickiego a 8 mahometańskiego. Jednocześnie 5 mieszkańców zadeklarowało polską przynależność narodową a 8 tatarską. Były tu 2 budynki mieszkalne. W 1931 w 2 domach zamieszkiwało 8 osób.
Wierni należeli do parafii rzymskokatolickiej w Smołwach. Miejscowość podlegała pod Sąd Grodzki w m. Turmont i Okręgowy w Wilnie; właściwy urząd pocztowy mieścił się w m. Turmont.